# Sara Errani
Sara Errani (Bolonya, Itàlia, 29 d'abril de 1987) és una tennista professional italiana. En individuals, ha guanyat vuit títols de la WTA i altres dos de la ITF que li van permetre arribar al número 5 del rànquing. A banda dels títols ha estat finalista en el Roland Garros (2012). En categoria de dobles, ha conquerit un total de 26 títols de la WTA entre els quals destaquen cinc títol de Grand Slams, que li van permetre ser número 1 del rànquing de dobles junt a la seva companya Roberta Vinci, i van completar el Grand Slam l'any 2014 guanyant els quatre torneig de Grand Slams.
Va guanyar la medalla d'or als Jocs Olímpics de París 2024 en la modalitat de dobles femenins junt a Jasmine Paolini.

## Biografia
Errani va néixer a Bolonya, filla de Giorgio i Fulvia, venedor de verdures i farmacèutica respectivament. Té un germà Davide que és futbolista professional que posteriorment seria el seu representant.
Després de provar diversos esports com futbol, natació o atletisme, es va decidir pel tennis. Amb 12 anys va entrar a l'acadèmia de tennis de Nick Bollettieri de Florida durant deu mesos. Malgrat ser la tennista italiana amb més projecció, no va disposar del suport necessari per part dels entrenadors ni institucions italianes per progressar, ja que no creien en les seves possibilitats, i als 16 anys es va traslladar a València per treballar amb Pablo Lozano i David Andres com a entrenadors.Ara finalment aquesta maravellosa jugadora que ha guanyat el roland garros als els seus 38 anys d’edat es passarà al pàdel on debutara a Italia la seva ciutat natal.

## Torneigs de Grand Slam

### Individual: 1 (0−1)
| Resultat  | Núm. | Any  | Torneig       | Oponent        | Marcador |
| --------- | ---- | ---- | ------------- | -------------- | -------- |
| Finalista | 1.   | 2012 | Roland Garros | Maria Xaràpova | 3−6, 2−6 |

### Dobles femenins: 10 (6−4)
| Resultat   | Núm. | Any  | Torneig              | Parella         | Oponents                            | Marcador      |
| ---------- | ---- | ---- | -------------------- | --------------- | ----------------------------------- | ------------- |
| Finalista  | 1.   | 2012 | Open d'Austràlia     | Roberta Vinci   | Svetlana Kuznetsova Vera Zvonariova | 7−5, 4−6, 3−6 |
| Guanyadora | 1.   | 2012 | Roland Garros        | Roberta Vinci   | Maria Kirilenko Nàdia Petrova       | 4−6, 6−4, 6−2 |
| Guanyadora | 2.   | 2012 | US Open              | Roberta Vinci   | Andrea Hlavacková Lucie Hradecká    | 6−4, 6−2      |
| Guanyadora | 3.   | 2013 | Open d'Austràlia     | Roberta Vinci   | Ashleigh Barty Casey Dellacqua      | 6−2, 3−6, 6−2 |
| Finalista  | 2.   | 2013 | Roland Garros        | Roberta Vinci   | Iekaterina Makàrova Ielena Vesninà  | 5−7, 2−6      |
| Guanyadora | 4.   | 2014 | Open d'Austràlia (2) | Roberta Vinci   | Iekaterina Makàrova Ielena Vesninà  | 6−4, 3−6 7−5  |
| Finalista  | 3.   | 2014 | Roland Garros (2)    | Roberta Vinci   | Hsieh Su-wei Peng Shuai             | 4−6, 1−6      |
| Guanyadora | 5.   | 2014 | Wimbledon            | Roberta Vinci   | Timea Babos Kristina Mladenovic     | 6−1, 6−3      |
| Finalista  | 4.   | 2024 | Roland Garros (3)    | Jasmine Paolini | Coco Gauff Kateřina Siniaková       | 6−7(5), 3−6   |
| Guanyadora | 6.   | 2025 | Roland Garros (2)    | Jasmine Paolini | Anna Danilina Aleksandra Krunić     | 6−4, 2−6, 6−1 |

### Dobles mixts: 2 (2−0)
| Resultat   | Núm. | Any  | Torneig       | Parella          | Oponents                     | Marcador    |
| ---------- | ---- | ---- | ------------- | ---------------- | ---------------------------- | ----------- |
| Guanyadora | 1.   | 2024 | US Open       | Andrea Vavassori | Taylor Townsend Donald Young | 7−6(0), 7−5 |
| Guanyadora | 2.   | 2025 | Roland Garros | Andrea Vavassori | Taylor Townsend Evan King    | 6−4, 6−2    |

## Jocs Olímpics

### Dobles femenins
| Any  | Campionat                    | Parella         | Oponents                      | Resultat         |
| ---- | ---------------------------- | --------------- | ----------------------------- | ---------------- |
| 2024 | Jocs Olímpics, París, França | Jasmine Paolini | Mirra Andreeva Diana Shnaider | 2−6, 6−1, [10−7] |

## Palmarès

### Individual: 19 (9−10)
| Abans de 2009                | Després de 2009         |
| ---------------------------- | ----------------------- |
| Grand Slam (0−1)             |                         |
| WTA Tour Championships (0−0) |                         |
| Tier I (0−0)                 | Premier Mandatory (0−0) |
| Tier II (0−0)                | Premier 5 (0−1)         |
| Tier III (0−0)               | Premier (1−3)           |
| Tier IV i V (2−0)            | International (6−5)     |

| Títols per superfície |
| --------------------- |
| Dura (2−5)            |
| Gespa (0−0)           |
| Terra batuda (7−5)    |

| Resultat   | Núm. | Data                 | Torneig                    | Superfície   | Oponent                    | Marcador         |
| ---------- | ---- | -------------------- | -------------------------- | ------------ | -------------------------- | ---------------- |
| Guanyadora | 1.   | 13 de juliol de 2008 | Palerm, Itàlia             | Terra batuda | Maria Korítseva            | 6−2, 6−3         |
| Guanyadora | 2.   | 27 de juliol de 2008 | Portorož, Eslovènia        | Dura         | A. Medina Garrigues        | 6−3, 6−3         |
| Finalista  | 1.   | 19 de juliol de 2009 | Palerm                     | Terra batuda | Flavia Pennetta            | 1−6, 2−6         |
| Finalista  | 2.   | 26 de juliol de 2009 | Portorož                   | Dura         | Dinara Safina              | 7−6(6), 1−6, 5−7 |
| Finalista  | 3.   | 13 de febrer de 2011 | Pattaya, Tailàndia         | Dura         | Daniela Hantuchová         | 0−6, 2−6         |
| Guanyadora | 3.   | 3 de març de 2012    | Acapulco, Mèxic            | Terra batuda | Flavia Pennetta            | 5−7, 7−6(2), 6−0 |
| Guanyadora | 4.   | 15 d'abril de 2012   | Barcelona, Espanya         | Terra batuda | Dominika Cibulková         | 6−2, 6−2         |
| Guanyadora | 5.   | 5 de maig de 2012    | Budapest, Hongria          | Terra batuda | Ielena Vesninà             | 7−5, 6−4         |
| Finalista  | 4.   | 9 de juny de 2012    | Roland Garros, França      | Terra batuda | Maria Xaràpova             | 3−6, 2−6         |
| Guanyadora | 6.   | 15 de juliol de 2012 | Palerm (2)                 | Terra batuda | Barbora Záhlavová-Strýcová | 6−1, 6−3         |
| Finalista  | 5.   | 3 de febrer de 2013  | París, França              | Dura (i)     | Mona Barthel               | 5−7, 6−7(4)      |
| Finalista  | 6.   | 24 de febrer de 2013 | Dubai, Emirats Àrabs Units | Dura         | Petra Kvitová              | 2−6, 6−1, 1−6    |
| Guanyadora | 7.   | 2 de març de 2013    | Acapulco (2)               | Terra batuda | C. Suárez Navarro          | 6−0, 6−4         |
| Finalista  | 7.   | 14 de juliol de 2013 | Palerm (2)                 | Terra batuda | Roberta Vinci              | 3−6, 6−3, 3−6    |
| Finalista  | 8.   | 2 de febrer de 2014  | París (2)                  | Dura (i)     | A. Pavliutxénkova          | 6−3, 2−6, 3−6    |
| Finalista  | 9.   | 18 de maig de 2014   | Roma, Itàlia               | Terra batuda | Serena Williams            | 3−6, 0−6         |
| Guanyadora | 8.   | 22 de febrer de 2015 | Rio de Janeiro, Brasil     | Terra batuda | A.K. Schmiedlová           | 7−6(2), 6−1      |
| Finalista  | 10.  | 19 de juliol de 2015 | Bucarest, Romania          | Terra batuda | A.K. Schmiedlová           | 7−6(3), 6−3      |
| Guanyadora | 9.   | 20 de febrer de 2016 | Dubai                      | Dura         | Barbora Strýcová           | 6−0, 6−2         |

### Dobles femenins: 52 (35−17)
| Abans de 2009                             | 2009 − 2020             | Després de 2021 |
| ----------------------------------------- | ----------------------- | --------------- |
| Grand Slam (6−4)                          |                         |                 |
| Jocs Olímpics Or (1)                      |                         |                 |
| WTA Tour Championships / WTA Finals (0−0) |                         |                 |
| Tier I (0−0)                              | Premier Mandatory (2−1) | WTA 1000 (4−0)  |
| Tier II (0−0)                             | Premier 5 (2−2)         | WTA 1000 (4−0)  |
| Tier III (0−0)                            | Premier (3−4)           | WTA 500 (1−1)   |
| Tier IV / V (1−0)                         | International (14−3)    | WTA 250 (1−1)   |

| Títols per superfície |
| --------------------- |
| Dura (16−7)           |
| Gespa (3−2)           |
| Terra batuda (16−7)   |

| Resultat   | Núm. | Data                  | Torneig                         | Superfície   | Parella                     | Oponents                                 | Marcador            |
| ---------- | ---- | --------------------- | ------------------------------- | ------------ | --------------------------- | ---------------------------------------- | ------------------- |
| Guanyadora | 1.   | 13 de juliol de 2008  | Palerm, Itàlia                  | Terra batuda | Núria Llagostera Vives      | Al·la Kudriàvtseva A. Pavliutxénkova     | 2−6, 7−6(1), [10−4] |
| Guanyadora | 2.   | 19 de juny de 2009    | 's-Hertogenbosch, Països Baixos | Gespa        | Flavia Pennetta             | Michaëlla Krajicek Yanina Wickmayer      | 6−4, 5−7, [13−11]   |
| Finalista  | 1.   | 22 de febrer de 2010  | Acapulco, Mèxic                 | Terra batuda | Roberta Vinci               | Polona Hercog Barbora Záhlavová-Strýcová | 6−2, 1−6, [2−10]    |
| Guanyadora | 3.   | 11 d'abril de 2010    | Marbella, Espanya               | Terra batuda | Roberta Vinci               | Maria Kondratieva Iaroslava Xvédova      | 6−4, 6−2            |
| Guanyadora | 4.   | 17 d'abril de 2010    | Barcelona, Espanya              | Terra batuda | Roberta Vinci               | Timea Bacsinszky Tathiana Garbin         | 6−1, 3−6, [10−2]    |
| Guanyadora | 5.   | 17 de juliol de 2010  | Palerm (2)                      | Terra batuda | Alberta Brianti             | Jill Craybas Julia Görges                | 6−4, 6−1            |
| Finalista  | 2.   | 23 d'octubre de 2010  | Moscou, Rússia                  | Dura (i)     | María José Martínez Sánchez | Gisela Dulko Flavia Pennetta             | 3−6, 6−2, [6−10]    |
| Guanyadora | 6.   | 15 de gener de 2011   | Hobart, Austràlia               | Dura         | Roberta Vinci               | Katerina Bondarenko Līga Dekmeijere      | 6−3, 7−5            |
| Guanyadora | 7.   | 13 de febrer de 2011  | Pattaya, Tailàndia              | Dura         | Roberta Vinci               | Sun Shengnan Zheng Jie                   | 3−6, 6−3, [10−5]    |
| Finalista  | 3.   | 10 d'abril de 2011    | Marbella                        | Terra batuda | Roberta Vinci               | N. Llagostera Vives A. Parra Santonja    | 6−3, 4−6, [5−10]    |
| Finalista  | 4.   | 12 de juny de 2011    | Birmingham, Regne Unit          | Gespa        | Roberta Vinci               | Olga Govortsova Al·la Kudriàvtseva       | 6−1, 1−6, [5−10]    |
| Guanyadora | 8.   | 16 de juliol de 2011  | Palerm (3)                      | Terra batuda | Roberta Vinci               | Andrea Hlaváčková Klára Zakopalová       | 7−5, 6−1            |
| Finalista  | 5.   | 27 d'agost de 2011    | New Haven, Estats Units         | Dura         | Roberta Vinci               | Chuang Chia-jung Olga Govortsova         | 5−7, 2−6            |
| Finalista  | 6.   | 27 de gener de 2012   | Open d'Austràlia, Austràlia     | Dura         | Roberta Vinci               | Svetlana Kuznetsova Vera Zvonariova      | 7−5, 4−6, 3−6       |
| Guanyadora | 9.   | 26 de febrer de 2012  | Monterrey, Mèxic                | Dura         | Roberta Vinci               | Kimiko Date-Krumm Zhang Shuai            | 6−2, 7−6(6)         |
| Guanyadora | 10.  | 4 de març de 2012     | Acapulco                        | Terra batuda | Roberta Vinci               | L. Domínguez Lino A. Parra Santonja      | 6−2, 6−1            |
| Finalista  | 7.   | 31 de març de 2012    | Miami, Estats Units             | Dura         | Roberta Vinci               | Maria Kirilenko Nàdia Petrova            | 6−7(0), 6−4, [4−10] |
| Guanyadora | 11.  | 15 d'abril de 2012    | Barcelona (2)                   | Terra batuda | Roberta Vinci               | Flavia Pennetta F. Schiavone             | 6−0, 6−2            |
| Guanyadora | 12.  | 13 de maig de 2012    | Madrid, Espanya                 | Terra batuda | Roberta Vinci               | Iekaterina Makàrova Ielena Vesninà       | 6−1, 3−6, [10−4]    |
| Guanyadora | 13.  | 20 de maig de 2012    | Roma, Itàlia                    | Terra batuda | Roberta Vinci               | Iekaterina Makàrova Ielena Vesninà       | 6−2, 7−5            |
| Guanyadora | 14.  | 8 de juny de 2012     | Roland Garros, França           | Terra batuda | Roberta Vinci               | Maria Kirilenko Nàdia Petrova            | 4−6, 6−4, 6−2       |
| Guanyadora | 15.  | 22 de juny de 2012    | 's-Hertogenbosch (2)            | Gespa        | Roberta Vinci               | Maria Kirilenko Nàdia Petrova            | 6−4, 3−6, [11−9]    |
| Guanyadora | 16.  | 9 de setembre de 2012 | US Open, Estats Units           | Dura         | Roberta Vinci               | Andrea Hlaváčková Lucie Hradecká         | 6−4, 6−2            |
| Finalista  | 8.   | 11 de gener de 2013   | Sydney, Austràlia               | Dura         | Roberta Vinci               | Nàdia Petrova Katarina Srebotnik         | 3−6, 4−6            |
| Guanyadora | 17.  | 25 de gener de 2013   | Open d'Austràlia                | Dura         | Roberta Vinci               | Ashleigh Barty Casey Dellacqua           | 6−2, 3−6, 6−2       |
| Guanyadora | 18.  | 3 de febrer de 2013   | París, França                   | Dura (i)     | Roberta Vinci               | Andrea Hlaváčková Liezel Huber           | 6−1, 6−1            |
| Guanyadora | 19.  | 17 de febrer de 2013  | Doha, Qatar                     | Dura         | Roberta Vinci               | Nàdia Petrova Katarina Srebotnik         | 2−6, 6−3, [10−6]    |
| Finalista  | 9.   | 19 de maig de 2013    | Roma                            | Terra batuda | Roberta Vinci               | Hsieh Su-Wei Peng Shuai                  | 6−4, 3−6, [8−10]    |
| Finalista  | 10.  | 9 de juny de 2013     | Roland Garros                   | Terra batuda | Roberta Vinci               | Iekaterina Makàrova Ielena Vesninà       | 5−7, 2−6            |
| Finalista  | 11.  | 10 de gener de 2014   | Sydney (2)                      | Dura         | Roberta Vinci               | Tímea Babos Lucie Šafářová               | 5−7, 6−3, [7−10]    |
| Guanyadora | 20.  | 24 de gener de 2014   | Open d'Austràlia (2)            | Dura         | Roberta Vinci               | Iekaterina Makàrova Ielena Vesninà       | 6−4, 3−6, 7−5       |
| Guanyadora | 21.  | 27 d'abril de 2014    | Stuttgart, Alemanya             | Terra batuda | Roberta Vinci               | Cara Black Sania Mirza                   | 6−2, 6−3            |
| Guanyadora | 22.  | 10 de maig de 2014    | Madrid (2)                      | Terra batuda | Roberta Vinci               | Garbiñe Muguruza C. Suárez Navarro       | 6−4, 6−3            |
| Finalista  | 12.  | 18 de maig de 2014    | Roma (2)                        | Terra batuda | Roberta Vinci               | Květa Peschke Katarina Srebotnik         | 0−4, retirada       |
| Finalista  | 13.  | 8 de juny de 2014     | Roland Garros (2)               | Terra batuda | Roberta Vinci               | Hsieh Su-Wei Peng Shuai                  | 4−6, 1−6            |
| Guanyadora | 23.  | 9 de juliol de 2014   | Wimbledon, Regne Unit           | Gespa        | Roberta Vinci               | Tímea Babos Kristina Mladenovic          | 6−1, 6−3            |
| Guanyadora | 24.  | 10 d'agost de 2014    | Mont-real, Canadà               | Dura         | Roberta Vinci               | Cara Black Sania Mirza                   | 7−6(4), 6−3         |
| Guanyadora | 25.  | 10 de gener de 2015   | Auckland, Nova Zelanda          | Dura         | Roberta Vinci               | Shuko Aoyama Renata Voráčová             | 6−2, 6−1            |
| Finalista  | 14.  | 27 de febrer de 2016  | Doha, Qatar                     | Dura         | Carla Suárez Navarro        | Chan Hao-ching Chan Yung-jan             | 3−6, 3−6            |
| Guanyadora | 26.  | 15 d'octubre de 2017  | Tientsin, Xina                  | Dura         | Irina-Camelia Begu          | Dalila Jakupović Nina Stojanović         | 6−4, 6−3            |
| Guanyadora | 27.  | 7 de gener de 2018    | Auckland (2)                    | Dura         | Bibiane Schoofs             | Eri Hozumi Miyu Kato                     | 7−5, 6−1            |
| Finalista  | 15.  | 9 de gener de 2022    | Melbourne, Austràlia            | Dura         | Jasmine Paolini             | Asia Muhammad Jessica Pegula             | 3−6, 1−6            |
| Guanyadora | 28.  | 22 d'octubre de 2023  | Monastir, Tunísia               | Dura         | Jasmine Paolini             | Mai Hontama Natalija Stevanović          | 2−6, 7−6(4), [10−6] |
| Guanyadora | 29.  | 4 de febrer de 2024   | Linz, Àustria                   | Dura (i)     | Jasmine Paolini             | N. Melichar-Martinez Ellen Perez         | 7−5, 4−6, [10−7]    |
| Guanyadora | 30.  | 19 de maig de 2024    | Roma (2)                        | Terra batuda | Jasmine Paolini             | Coco Gauff Erin Routliffe                | 6−4, 3−6, [10−8]    |
| Finalista  | 16.  | 9 de juny de 2024     | Roland Garros (3)               | Terra batuda | Jasmine Paolini             | Coco Gauff Kateřina Siniaková            | 6−7(5), 3−6         |
| Guanyadora | 31.  | 4 d'agost de 2024     | Jocs Olímpics, París, França    | Terra batuda | Jasmine Paolini             | Mirra Andreeva Diana Shnaider            | 2−6, 6−1, [10−7]    |
| Guanyadora | 32.  | 6 d'octubre de 2024   | Pequín, Xina                    | Dura         | Jasmine Paolini             | Chan Hao-ching Veronika Kudermétova      | 6−4, 6−4            |
| Guanyadora | 33.  | 15 de febrer de 2025  | Doha (2)                        | Dura         | Jasmine Paolini             | Jiang Xinyu Wu Fang-hsien                | 7−5, 7−6(10)        |
| Guanyadora | 34.  | 18 de maig de 2025    | Roma (3)                        | Terra batuda | Jasmine Paolini             | Veronika Kudermétova Elise Mertens       | 6−4, 6−2            |
| Guanyadora | 35.  | 8 de juny de 2025     | Roland Garros (2)               | Terra batuda | Jasmine Paolini             | Anna Danilina Aleksandra Krunić          | 6−4, 2−6, 6−1       |
| Finalista  | 17.  | 22 de juny de 2025    | Berlín, Alemanya                | Gespa        | Jasmine Paolini             | Tereza Mihalíková Olivia Nicholls        | 6−4, 2−6, [6−10]    |

#### Períodes com a número 1
| Núm. | Predecessora              | Dates                   | Successora    | Setmanes | Acumulat |
| ---- | ------------------------- | ----------------------- | ------------- | -------- | -------- |
| 1.   | Lisa Raymond Liezel Huber | 10/09/2012 − 14/10/2012 | Roberta Vinci | 5        | 5        |
| 2.   | Roberta Vinci             | 29/04/2013 − 16/02/2014 | Peng Shuai    | 42       | 47       |
| 3.   | Peng Shuai Hsieh Su-Wei   | 07/07/2014 − 12/04/2015 | Sania Mirza   | 40       | 87       |

### Dobles mixts: 2 (2−0)
| Resultat   | Núm. | Data                  | Torneig               | Superfície   | Parella          | Oponents                     | Marcador    |
| ---------- | ---- | --------------------- | --------------------- | ------------ | ---------------- | ---------------------------- | ----------- |
| Guanyadora | 1.   | 5 de setembre de 2024 | US Open, Estats Units | Dura         | Andrea Vavassori | Taylor Townsend Donald Young | 7−6(0), 7−5 |
| Guanyadora | 2.   | 5 de juny de 2025     | Roland Garros, França | Terra batuda | Andrea Vavassori | Taylor Townsend Evan King    | 6−4, 6−2    |

### Equips: 4 (4−0)
| Resultat   | Núm. | Data                    | Torneig                                 | Superfície   | Equip                                                           | Oponents                                                                                  | Marcador |
| ---------- | ---- | ----------------------- | --------------------------------------- | ------------ | --------------------------------------------------------------- | ----------------------------------------------------------------------------------------- | -------- |
| Guanyadora | 1.   | 7−8 de novembre de 2009 | Copa Federació, Reggio Calabria, Itàlia | Terra batuda | Flavia Pennetta Francesca Schiavone Roberta Vinci               | Alexa Glatch Liezel Huber Vania King Melanie Oudin                                        | 4−0      |
| Guanyadora | 2.   | 6−7 de novembre de 2010 | Copa Federació, San Diego, Estats Units | Dura (i)     | Flavia Pennetta Francesca Schiavone Roberta Vinci               | Liezel Huber Bethanie Mattek-Sands Melanie Oudin Coco Vandeweghe                          | 3−1      |
| Guanyadora | 3.   | 2−3 de novembre de 2013 | Copa Federació, Cagliari, Itàlia        | Terra batuda | Karin Knapp Flavia Pennetta Roberta Vinci                       | Margarita Gasparyan Irina Khromacheva Alissa Kleibànova Alexandra Panova                  | 4−0      |
| Guanyadora | 4.   | 20 de novembre de 2024  | Billie Jean King Cup, Màlaga, Espanya   | Dura (i)     | Lucia Bronzetti E. Cocciaretto Jasmine Paolini Martina Trevisan | Rebecca Šramková A.K. Schmiedlová Viktória Hrunčáková Renáta Jamrichová Tereza Mihalíková | 2−0      |

## Trajectòria

### Individual
| Open d'Austràlia | A   | Q1   | 1R    | 3R          | 3R          | 1R          | QF    | 1R          | 1R          | 3R          | 1R    | 2R          | Q3          | A           | Q1          | 3R  | Q1  | Q1 | 1R | 0 / 12    | 13 − 12   |
| Roland Garros | A   | Q1   | 1R    | 1R          | 1R          | 2R          | F     | SF          | QF          | QF          | 1R    | 2R          | 1R          | A           | 2R          | Q2  | Q2  | 2R | 2R | 0 / 15    | 24 − 15   |
| Wimbledon | Q1  | A    | 1R    | 2R          | 3R          | 2R          | 3R    | 1R          | 1R          | 2R          | 2R    | 1R          | A           | A           | NC          | Q1  | Q1  | 1R |    | 0 / 11    | 8 − 11    |
| US Open | Q1  | 2R   | 2R    | 3R          | 3R          | 1R          | SF    | 2R          | QF          | 3R          | 1R    | A           | A           | A           | A           | 1R  | Q1  |    |    | 0 / 11    | 18 − 11   |
| Jocs Olímpics | NC  | NC   | 1R    | No celebrat | No celebrat | No celebrat | 1R    | No celebrat | No celebrat | No celebrat | 3R    | No celebrat | No celebrat | No celebrat | No celebrat | 1R  | NC  | NC |    | 0 / 4     | 2 – 4     |
| WTA Championships | A   | A    | A     | A           | A           | A           | RR    | RR          | A           | A           | A     | A           | A           | A           | NC          | A   | A   |    |    | 0 / 2     | 2 – 4     |
| Total Victòries−Derrotes | 3−3 | 10−7 | 31−22 | 26−27       | 36−29       | 30−26       | 53−20 | 45−22       | 35−23       | 46−26       | 21−24 | 18−15       | 8−10        | 2−7         | 4−3         | 6−9 | 2−5 |    |    | 385 − 295 | 385 − 295 |
| Rànquing a final d'any | 171 | 70   | 42    | 48          | 43          | 45          | 6     | 7           | 15          | 20          | 49    | 143         | 108         | 200         | 130         | 118 | 109 |    |    |           |           |
| Llegenda: G: Guanyadora; F: Finalista; SF: Semifinalista; QF: Quarts de final; Q: Qualificació; A: Absent; RR: Round Robin; NC: No celebrat |     |      |       |             |             |             |       |             |             |             |       |             |             |             |             |     |     |    |    |           |           |

### Dobles femenins
| Open d'Austràlia | 1R    | 1R          | 1R          | 1R          | F     | G           | G           | 3R          | 1R    | 2R          | A           | A           | A           | A   | A  | A  | 3R | 2 / 11    | 22 – 9    |
| Roland Garros | 2R    | 2R          | 2R          | 3R          | G     | F           | F           | A           | 1R    | A           | 2R          | A           | A           | A   | A  | 1R |    | 1 / 10    | 22 – 9    |
| Wimbledon | 2R    | 2R          | 3R          | 3R          | QF    | 3R          | G           | A           | 1R    | A           | A           | A           | NC          | A   | A  | 1R |    | 1 / 9     | 16 – 8    |
| US Open | 1R    | 1R          | 1R          | QF          | G     | QF          | 2R          | SF          | A     | A           | A           | A           | A           | 1R  | A  |    |    | 1 / 9     | 17 – 8    |
| Jocs Olímpics | A     | No celebrat | No celebrat | No celebrat | QF    | No celebrat | No celebrat | No celebrat | QF    | No celebrat | No celebrat | No celebrat | No celebrat | A   | NC | NC |    | 0 / 2     | 4 – 2     |
| WTA Championships | A     | A           | A           | A           | SF    | SF          | RR          | A           | A     | A           | A           | A           | A           | A   | A  |    |    | 0 / 3     | 0 – 3     |
| Total Victòries−Derrotes | 11−14 | 15−18       | 36−24       | 37−20       | 52−10 | 39−12       | 46−13       | 16−7        | 16−14 | 9−4         | 8−3         | 1−4         | 1−3         | 7−4 |    |    |    | 303 – 165 | 303 – 165 |
| Rànquing a final d'any | 103   | 73          | 32          | 27          | 2     | 1           | 1           | 42          | 44    | 179         | 108         | 630         | 378         | 131 |    |    |    |           |           |
| Llegenda: G: Guanyadora; F: Finalista; SF: Semifinalista; QF: Quarts de final; Q: Qualificació; A: Absent; RR: Round Robin; |       |             |             |             |       |             |             |             |       |             |             |             |             |     |    |    |    |           |           |

## Guardons
- WTA Newcomer of the Year: 2012
- WTA Doubles Team of the Year (3): 2012, 2013 (amb Roberta Vinci); 2024 (amb Jasmine Paolini)[2]
- ITF World Champions (4): 2012, 2013, 2014 (amb Roberta Vinci); 2024 (amb Jasmine Paolini)[3]
- Collare d'oro al merito sportivo: 2024[4]